# Campionatul European de Atletism în sală din 2005
A 28-a ediție a Campionatului European de Atletism în sală s-a desfășurat între 4 și 6 martie 2005 la Madrid, Spania. Au participat 558 de sportivi din 42 de țări.

## Sală
Probele au avut loc la Palatul Sporturilor Comunității din Madrid. Acesta a fost inaugurat în anul 1960.

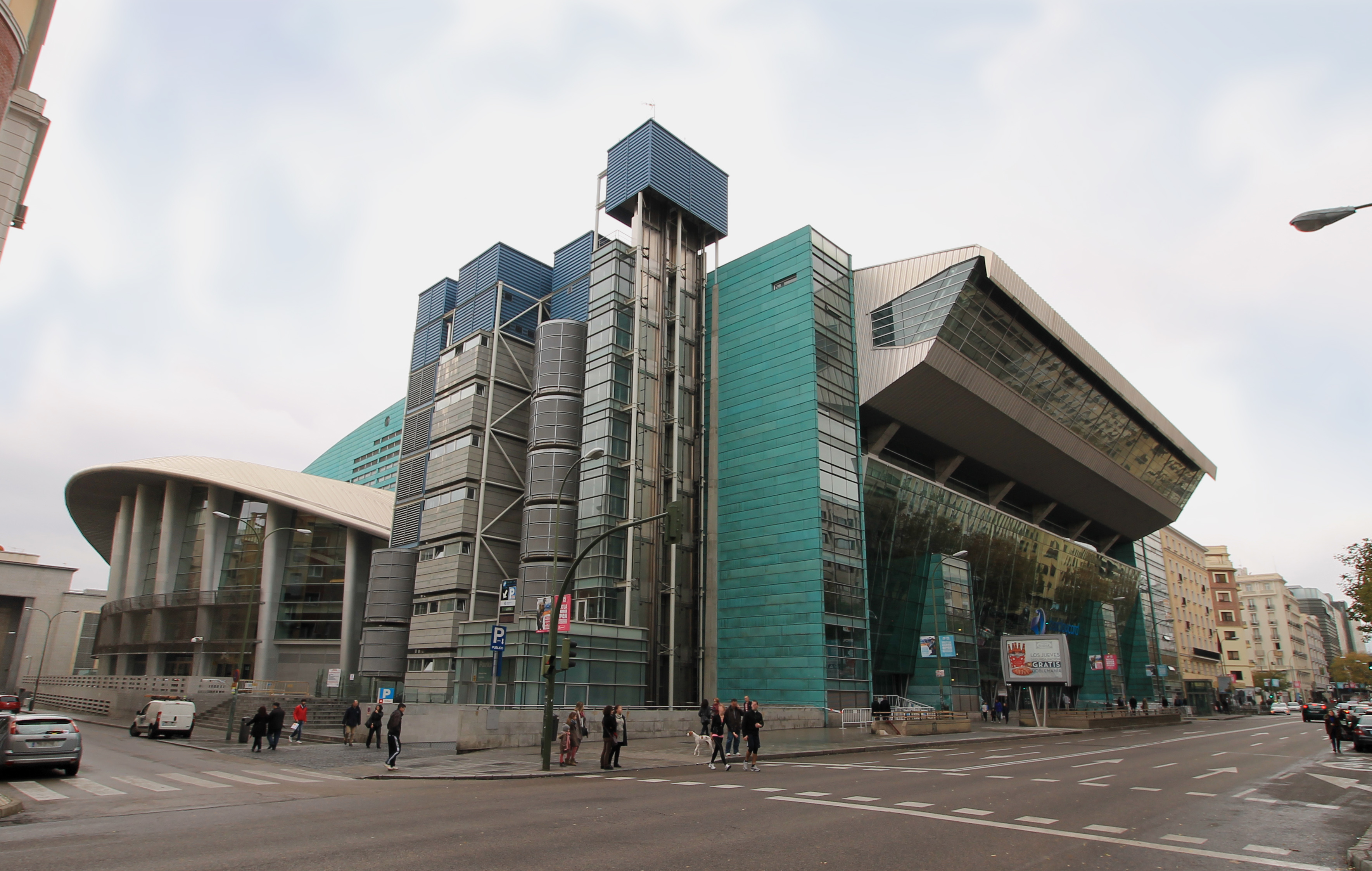
Palatul Sporturilor Comunității

## Rezultate
RM - record mondial; RE - record european; RC - record al competiției; RN - record național; PB - cea mai bună performanță a carierei

### Masculin
| Event                | Aur                                                                 | Aur        | Argint                                                                                | Argint   | Bronz                                                                          | Bronz   |
| 60 m                 | Jason Gardener (GBR)                                                | 6,55       | Ronald Pognon (FRA)                                                                   | 6,62     | Kosteantin Vasiukov (UKR)                                                      | 6,62    |
| 200 m                | Tobias Unger (GER)                                                  | 20,53 RN   | Chris Lambert (GBR)                                                                   | 20,69    | Marcin Urbaś (POL)                                                             | 21,04   |
| 400 m                | David Gillick (IRL)                                                 | 46,30      | David Canal (ESP)                                                                     | 46,64    | Sebastian Gatzka (GER)                                                         | 46,88   |
| 800 m                | Dmitri Bogdanov (RUS)                                               | 1:48,61    | Antonio Manuel Reina (ESP)                                                            | 1:48,76  | Juan de Dios Jurado (ESP)                                                      | 1:49,11 |
| 1500 m               | Ivan Heșko (UKR)                                                    | 3:36,70 RC | Juan Carlos Higuero (ESP)                                                             | 3:37,98  | Reyes Estévez (ESP)                                                            | 3:38,90 |
| 3000 m               | Alistair Cragg (IRL)                                                | 7:46,32    | John Mayock (GBR)                                                                     | 7:51,46  | Reyes Estévez (ESP)                                                            | 7:51,65 |
| 60 m garduri         | Ladji Doucouré (FRA)                                                | 7,50       | Felipe Vivancos (ESP)                                                                 | 7,61     | Robert Kronberg (SWE)                                                          | 7,65    |
| Ștafetă 4×400 m      | Franța · Richard Maunier · Remi Wallard · Brice Panel · Marc Raquil | 3:07,90    | Marea Britanie · Dale Garland · Daniel Cossins · Richard Davenport · Gareth Warburton | 3:09,53  | Rusia · Andrei Polukeev · Aleksandr Usov · Dmitri Forșev · Aleksandr Borșcenko | 3:09,63 |
| Săritura în înălțime | Stefan Holm (SWE)                                                   | 2,40 RC    | Iaroslav Râbakov (RUS)                                                                | 2,38 RN  | Pavel Fomenko (RUS)                                                            | 2,32    |
| Săritura cu prăjina  | Igor Pavlov (RUS)                                                   | 5,90 RC    | Denâs Iurcenko (UKR)                                                                  | 5,85     | Tim Lobinger (GER)                                                             | 5,80    |
| Săritura în lungime  | Joan Lino Martínez (ESP)                                            | 8,37       | Bogdan Țăruș (ROU)                                                                    | 8,14     | Volodâmâr Ziuskov (UKR)                                                        | 7,99    |
| Triplusalt           | Igor Spasovhodski (RUS)                                             | 17,20      | Mâkola Savolainen (UKR)                                                               | 17,01    | Aleksandr Petrenko (RUS)                                                       | 16,98   |
| Aruncarea greutății  | Joachim Olsen (DEN)                                                 | 21,19      | Rutger Smith (NED)                                                                    | 20,79 RN | Manuel Martinez (ESP)                                                          | 20,51   |
| Heptatlon            | Roman Šebrle (CZE)                                                  | 6232       | Aleksandr Pogorelov (RUS)                                                             | 6111     | Roland Schwarzl (AUT)                                                          | 6064 RN |

* Atletul a participat doar la calificări, dar a primit o medalie.

### Feminin
| Event                | Aur                                                                     | Aur        | Argint                                                                  | Argint   | Bronz                                                                    | Bronz     |
| 60 m                 | Kim Gevaert (BEL)                                                       | 7,16       | Yeoryia Kokloni (GRE)                                                   | 7,18     | Maria Karastamati (GRE)                                                  | 7,25      |
| 200 m                | Ivet Lalova (BUL)                                                       | 22,91 RN   | Karin Mayr-Krifka (AUT)                                                 | 22,94    | Jacqueline Poelman (NED)                                                 | 23,42     |
| 400 m                | Svetlana Pospelova (RUS)                                                | 50,41      | Sveatlana Usovici (BLR)                                                 | 50,55 RN | Irina Rosihina (RUS)                                                     | 52,05     |
| 800 m                | Larisa Cijao (RUS)                                                      | 1:59,97    | Mayte Martinez (ESP)                                                    | 2:00,52  | Natalia Țâganova (RUS)                                                   | 2:01,62   |
| 1500 m               | Elena Iagăr (ROU)                                                       | 4:03,09    | Corina Dumbrăvean (ROU)                                                 | 4:05,88  | Hind Dehiba (FRA)                                                        | 4:07,20   |
| 3000 m               | Lidia Chojecka (POL)                                                    | 8:43,76    | Susanne Pumper (AUT)                                                    | 8:47,74  | Sabrina Mockenhaupt (GER)                                                | 8:47,76   |
| 60 m garduri         | Susanna Kallur (SWE)                                                    | 7,80 RN    | Jenny Kallur (SWE)                                                      | 7,99     | Kirsten Bolm (GER)                                                       | 8,00      |
| Ștafetă 4×400 m      | Rusia Tatiana Levina Iulia Pecionkina Irina Rosihina Svetlana Pospelova | 3:28,00 RC | Polonia Anna Pacholak Monika Bejnar Marta Chrust-Rożej Małgorzata Pskit | 3:29,37  | Regatul Unit Melanie Purkiss Donna Fraser Catherine Murphy Lee McConnell | 3:29,81   |
| Săritura în înălțime | Anna Cicerova (RUS)                                                     | 2,01       | Ruth Beitia (ESP)                                                       | 1,99     | Venelina Veneva (BUL)                                                    | 1,97      |
| Săritura cu prăjina  | Elena Isinbaeva (RUS)                                                   | 4,90 RM    | Anna Rogowska (POL)                                                     | 4,75 RN  | Monika Pyrek (POL)                                                       | 4,70      |
| Săritura în lungime  | Naide Gomes (POR)                                                       | 6,70 RN    | Stiliani Pilatou (GRE)                                                  | 6,64     | Adina Anton (ROU) · Bianca Kappler (GER)                                 | 6,59 6,53 |
| Triplusalt           | Viktoria Gurova (RUS)                                                   | 14,74      | Magdelin Martinez (ITA)                                                 | 14,54    | Carlota Castrejana (ESP)                                                 | 14,45 RN  |
| Aruncarea greutății  | Nadzeia Astapciuk (BLR)                                                 | 19,37      | Krystyna Zabawska (POL)                                                 | 18,96    | Olga Reabinkina (RUS)                                                    | 18,83     |
| Pentatlon            | Carolina Klüft (SWE)                                                    | 4948       | Kelly Sotherton (GBR)                                                   | 4733 RN  | Natalia Dobrinska (UKR)                                                  | 4667      |

* Atleta a participat doar la calificări, dar a primit o medalie.

## Clasament pe medalii
| Loc   | Țară          | Aur | Argint | Bronz | Total |
| ----- | ------------- | --- | ------ | ----- | ----- |
| 1     | Rusia         | 9   | 2      | 6     | 17    |
| 2     | Suedia        | 3   | 1      | 1     | 5     |
| 3     | Franța        | 2   | 1      | 1     | 4     |
| 4     | Irlanda       | 2   | -      | -     | 2     |
| 5     | Spania        | 1   | 6      | 5     | 12    |
| 6     | Regatul Unit  | 1   | 4      | 1     | 6     |
| 7     | Polonia       | 1   | 3      | 2     | 6     |
| 8     | Ucraina       | 1   | 2      | 3     | 6     |
| 9     | România       | 1   | 2      | 1     | 4     |
| 10    | Belarus       | 1   | 1      | -     | 2     |
| 11    | Germania      | 1   | -      | 5     | 6     |
| 12    | Bulgaria      | 1   | -      | 1     | 2     |
| 13    | Belgia        | 1   | -      | -     | 1     |
| 13    | Danemarca     | 1   | -      | -     | 1     |
| 13    | Portugalia    | 1   | -      | -     | 1     |
| 13    | Cehia         | 1   | -      | -     | 1     |
| 17    | Grecia        | -   | 2      | 1     | 3     |
| 17    | Austria       | -   | 2      | 1     | 3     |
| 19    | Țările de Jos | -   | 1      | 1     | 2     |
| 20    | Italia        | -   | 1      | -     | 1     |
| Total | Total         | 28  | 28     | 29    | 85    |

## Participarea României la campionat
18 atleți au reprezentat România.
- Elena Iagăr – 1500 m - locul 1
- Bogdan Țăruș – lungime - locul 2
- Corina Dumbrăvean – 1500 m - locul 2
- Adina Anton – lungime - locul 3
- Gheorghe Gușet – aruncarea greutății - locul 5
- Adelina Gavrilă – triplusalt - locul 5
- Alina Militaru – lungime - locul 7
- Angela Moroșanu – 200 m - locul 8
- Oana Pantelimon – înălțime - locul 9
- Monica Iagăr – înălțime - locul 10
- Angelica Badea – lungime - locul 10
- Marcel Ionașcu – 1500 m - locul 11
- Mariana Solomon – triplusalt - locul 14
- Cristina Grosu – 3000 m - locul 15
- Alexandru Mihăilescu – 60 m garduri - locul 17
- Ștefan Vasilache – înălțime - locul 17
- Dănuț Simion – lungime - locul 21
- Bogdan Tudor – lungime - locul 25

## Participarea Republicii Moldova la campionat
Doi atleți au reprezentat Republica Moldova.
- Vladimir Letnicov – triplusalt - locul 13
- Ivan Emilianov – aruncarea greutății - locul 20